# Traviata et nous
Pour plus de détails, voir Fiche technique et Distribution.
Traviata et nous  est un documentaire français réalisé par Philippe Béziat sorti en 2012. Il montre l'élaboration de la mise en scène de l'opéra La Traviata par Jean-François Sivadier pour le Festival international d'art lyrique d'Aix-en-Provence 2011.

## Synopsis
Le film suit les répétitions de la mise en scène de La Traviata de Jean-François Sivadier pour le Festival d'Aix-en-Provence en 2011 : les premières mises en place en salle de répétition, puis le travail en coulisse et sur scène au théâtre de l'Archevêché.
le film montre comment se crée la mise en scène avec en particulier les rapports et discussions autour de l'œuvre entre Natalie Dessay et le metteur en scène.

## Liste technique de l'opéra
- Mise en scène	 : Jean-François Sivadier
- Direction musicale : Louis Langrée
- Scénographie : Alexandre de Dardel
- Costumes : Virginie Gervaise
- Lumière : Philippe Barthomé

## Liste artistique de l'opéra
- Violetta Valéry : Natalie Dessay
- Giorgio Germont : Ludovic Tézier
- Alfredo Germont : Charles Castronovo
- Annina : Adelina Scarabelli
- Flora Bervoix : Silvia de la Muela
- Gastone de Letorière : Manuel Nuñez Camelino
- Barone Douphol : Kostas Smoriginas
- Marchese D’Obigny : Andrea Mastroni
- Dottor Grenvil : Maurizio Lo Piccolo

- Chœur : Estonian Philharmonic Chamber Choir

- Orchestre : London Symphony Orchestra

## Fiche technique
- Titre original : Traviata et nous
- Titre anglais : Becoming Traviata
- Réalisation : Philippe Béziat
- Image : Raphaël O’Byrne, Hichame Alaoui, Ned Burgess, Matthieu Poirot-Delpech
- Ingénieur du son : Laurent Gabiot
- Montage son : François Méreu
- Montage musique : Thomas Dappelo
- Montage : Cyril Leuthy
- Mixage : Emmanuel Croset
- Production : Philippe Martin
- Direction de production : Hélène Bastide
- Société de production : Les Films Pelléas
- Société de distribution : Sophie Dulac Distribution
- Pays d’origine :  France
- Langue : français (Chant en italien)
- Format : DCP, couleur— 1,85:1  —  son Dolby numérique
- Genre : documentaire
- Durée : 112 minutes
- Date de sortie :  France : 24 octobre 2012

## Sélection en festival
- Sélection au 50e New York Film Festival (2012), section « NYFF 50 On the arts »[1].